# 张宗亮 (1962年)
张宗亮（1962年4月—），男，山东济南人，中国水工结构工程专家，中国电建集团昆明勘测设计研究院有限公司总工程师，中国工程院院士。